# Burt Metcalfe
Pour les articles homonymes, voir Metcalfe.
Burt Metcalfe est un réalisateur, acteur et producteur canadien né le 19 mars 1935 en Saskatchewan (Canada) et mort le 27 juillet 2022 à Los Angeles,.

## Biographie
Burt Metcalfe, dont le travail le plus connu est celui de scénariste de la série MASH, fut le seul producteur à rester fidèle à cette série télé durant toute son existence (de 1972 à 1983). Au départ producteur associé de la série, Metcalfe fut rapidement promu comme producteur exécutif en 1976 lorsque Larry Gelbart quitte la série, puis producteur délégué en 1977 lorsque Gene Reynolds fut promu producteur délégué de la série Lou Grant.

## Filmographie

### Réalisateur
- 1986 : Sam suffit ("My Sister Sam") (série TV)
- 1990 : Back to the Beanstalk (TV)

### Acteur
- 1955 : Les Ponts de Toko-Ri (The Bridges at Toko-Ri) : Military Police Sergeant
- 1958 : The Space Children de Jack Arnold : Guard
- 1959 : Gidget : Lord Byron
- 1961 : The Canadians : Constable Springer
- 1961 : Le Père de la mariée ("Father of the Bride") (série TV) : Buckley Dunston (unknown episodes)
- 1971 : Les diamants sont éternels (Diamonds Are Forever) : Maxwell

### Producteur
- 1991 : Memories of M*A*S*H (TV)
- 2002 : 'M*A*S*H': 30th Anniversary Reunion (TV)